# 모니카 포터
모니카 포터(Monica Potter, 1971년 6월 30일 ~ )는 미국의 배우이다. NBC 드라마 《페어런트후드》(2010-15)를 통해 2013년 제3회 크리틱스 초이스 텔레비전상 드라마 부문 여우조연상을 수상하고, 2014년 제71회 골든 글로브상 텔레비전 시리즈·미니시리즈·텔레비전 영화 부문 여우조연상 후보에 올랐다.

## 출연 작품

### 영화
- 콘 에어 (1997)
- 패치 아담스 (1998)
- 스파이더 게임 (2001)
- 쏘우 (2004)
- 왼편 마지막 집 (2009)

### 텔레비전
- 보스턴 리걸 (2004-05)
- 페어런트후드 (2010-15)